# غاري سايتس
غاري سايتس (بالإنجليزية: Gary Seitz)‏ هو رياضياتي أمريكي، ولد في 10 مايو 1943 في سانتا مونيكا في الولايات المتحدة.